# Durante
Durante  è un nome proprio di persona italiano maschile.

## Varianti
- Maschili: Durando[2][5]
  - Alterati: Durantino[2]
  - Ipocoristici: Dante[1][2][3][4][5]

### Varianti in altre lingue
- Catalano: Duran[6]
- Francese: Durand[1][2][4][5]
- Inglese: Durand[1]
- Spagnolo: Durando[6]
- Tardo latino: Durans[1][2][3], Durantus[1][2], Durandus[1][2][4]

## Origine e diffusione
Si tratta di un nome medievale, attestato già dal IX secolo con le forme latino-medievali Durans, Durantus e Durantus: è tratto da durans, durantis, participio presente del verbo durare ("durare", "resistere"), e quindi vuol dire "perseverante", "fermo", "risoluto", "che sopporta" (in particolare, in ambito cristiano, il significato è riferito alla fermezza nella fede e nel bene). Alcune fonti ipotizzano invece che l'originale Durandus sia la forma latinizzata di un nome dall'etimologia diversa e oscura, forse un nome germanico come Thormund.
A differenza della sua forma abbreviata Dante, in italiano moderno il nome Durante è raro: negli anni 1970 se ne contavano meno di 400 occorrenze, varianti incluse (contro le 73 000 di Dante); la forma base era più frequente in Abruzzo, mentre la variante Durando (ripresa dalla forma provenzale Durand) era prevalente al Centro-Nord, con tre quarti dei casi accentrati in Toscana ed Emilia-Romagna.

## Onomastico
L'onomastico si può festeggiare il 23 gennaio in memoria di san Durando, vescovo di Liegi, oppure il 18 novembre in onore di un altro san Durando, vescovo di Clermont. 

## Persone
- Durante Alberti, pittore italiano
- Durante Dorio, storico e notaio italiano
- Durante Duranti, cardinale e vescovo cattolico italiano
- Durante Duranti, poeta italiano
- Durante Nobili, pittore italiano

### Varianti
- Durand de Maillane, giurista francese
- Durando d'Osca, religioso spagnolo
- Durand Scott, cestista giamaicano